# جي. أوت رومني
جي. أوت رومني (بالإنجليزية: G. Ott Romney)‏ هو مدير فني أمريكي، ولد في 12 ديسمبر 1892 في مدينة سولت ليك في الولايات المتحدة، وتوفي في 3 مايو 1973 في واشنطن العاصمة في الولايات المتحدة.

## وصلات خارجية
- جي. أوت رومني على موقع كلية كرة السلة في سبورتس رفرنس.كوم (الإنجليزية)